# Palmoli
Palmoli (Pàlmere in abruzzese) è un comune italiano di 855 abitanti della provincia di Chieti in Abruzzo, facente parte dell'unione dei comuni del Sinello.

## Origini del nome
Il paese si chiamò Palmula Monteverde quando gli abitanti, lasciando i vari vicus si insediarono sul monte ricoperto degli ulivi silvestri dalle foglie di colore verde scuro.

## Storia
Le origini del paese vanno ricercate quando la zona fu abitata dai Frentani divenendo in seguito dipendenza romana. Verso l'anno 1000 gli abitanti si arroccarono sul monte attuale. In questo periodo venne costruito il castello. Viene citato come Palmulam nel Catalogus Baronum del XII secolo, fu possedimento di Philippus Grandenatus feudatario del conte di Loreto. Nella prima metà del XV secolo fu feudo di Paolo di Sangro ed in seguito dei Severino-Longo. Nel 1943 durante la II guerra mondiale, il territorio fu scenario della Battaglia del Trigno.

## Monumenti e luoghi d'interesse

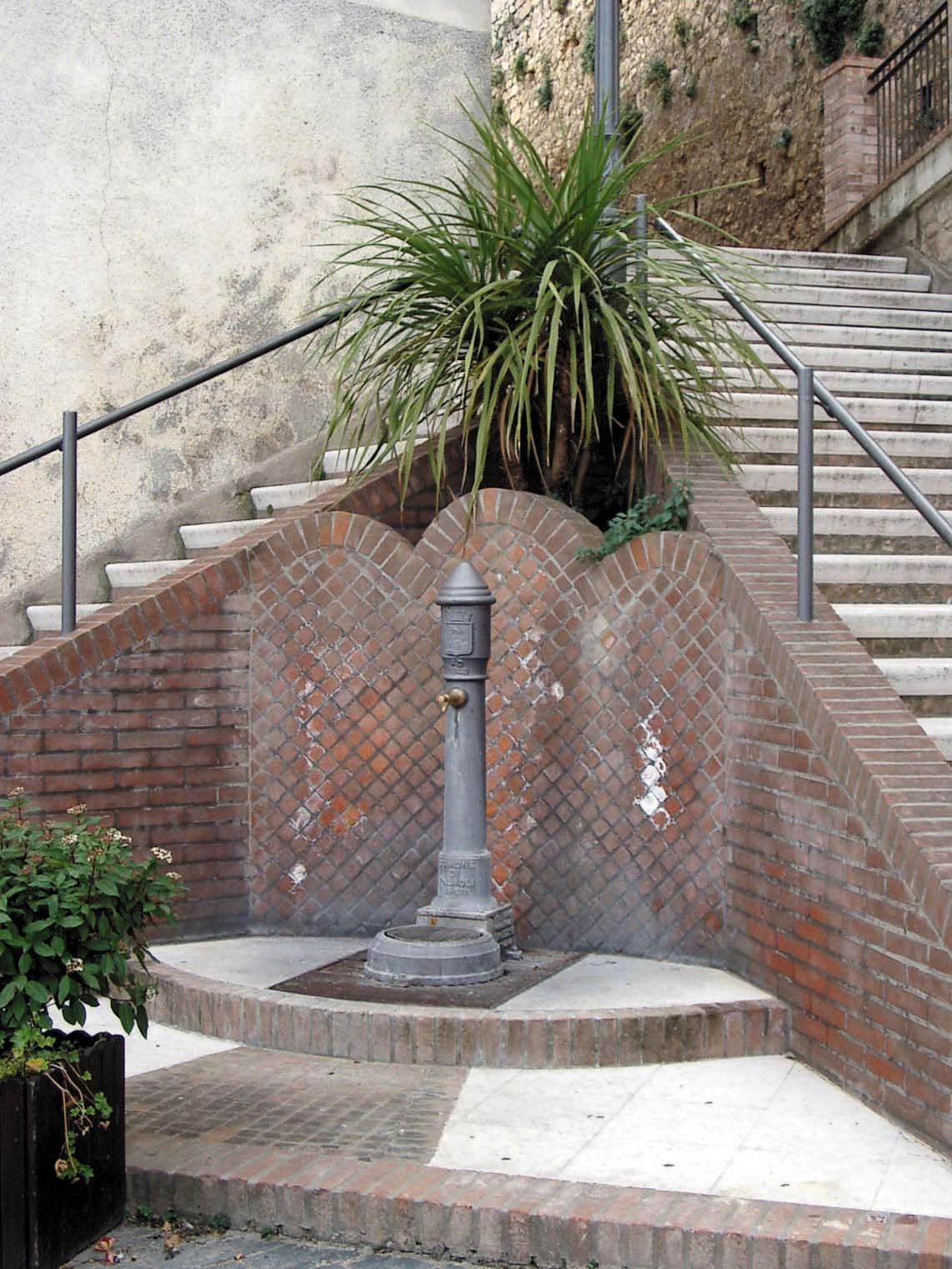
La Fundanelle

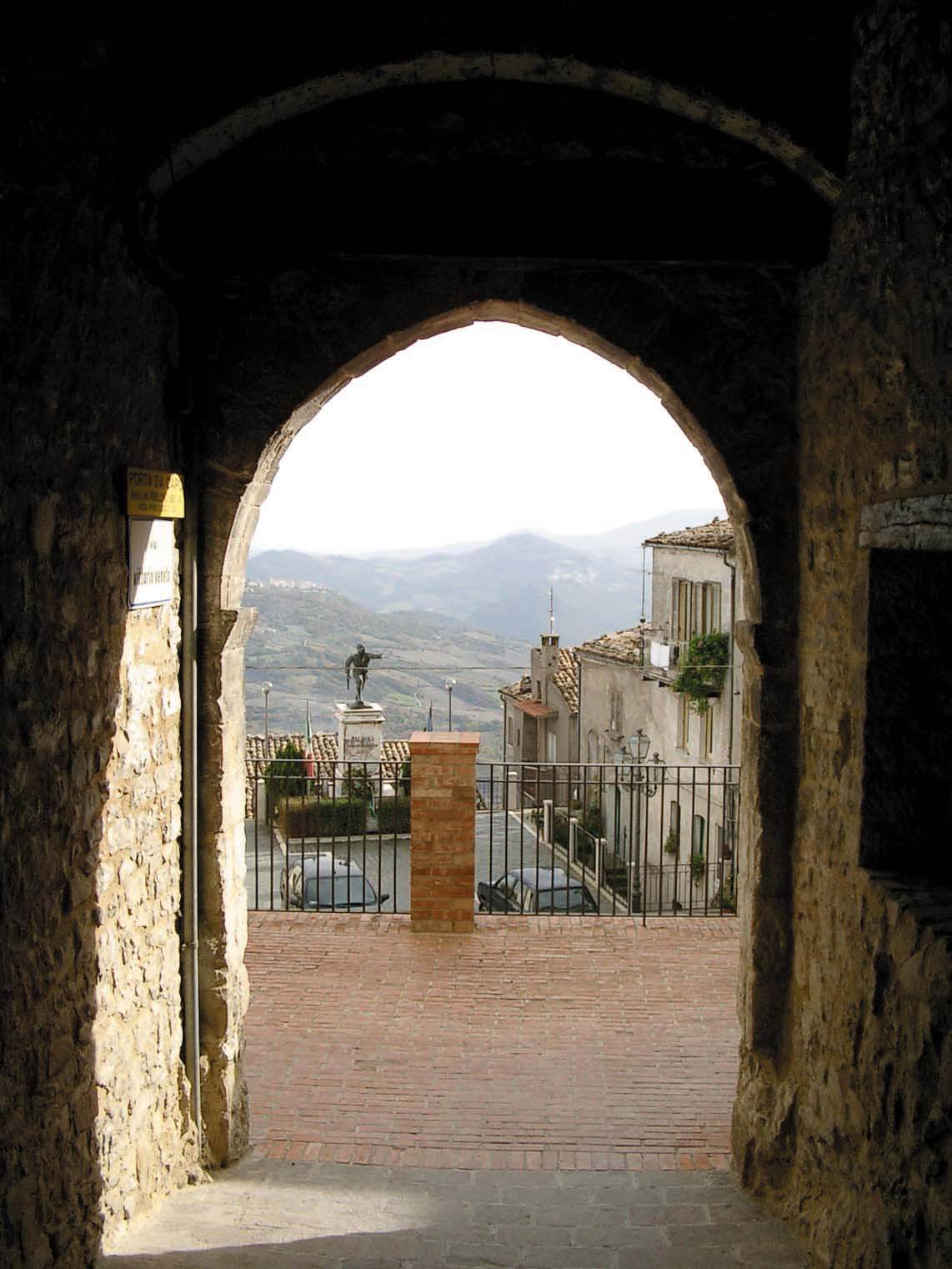
Rubellino

- Il borgo fortificato con il castello marchesale e l'annesso museo archeologico. Gli elementi impiegati nel centro storico erano la copertura con coppi di tonalità ocra, i pluviali in rame, gli infissi in legno di quercia, mentre le grate e le lunette in ferro battuto. I solai dei sotto-portici sono realizzati in legno di quercia. I portali a sesto acuto sono in pietra come nelle due porte urbiche.[8]
- La Chiesa di Santa Maria delle Grazie. La chiesa è in stile romanico abruzzese
- Il Convento della Madonna del Carmine. Il convento è in stile barocco
- La fonte delle coste. La fonte è sita nella località eponima ad ovest della città a 644 metri sul livello del mare. Risale al 1851 e ricostruita nel 1898. Consta di due pilastri rettangolari e cornici orizzontali che sorreggono un arco a tutto sesto. Sopra un architrave in pietra. Sotto vi è una vasca rettangolare con, sopra un mascherone.[9].

## Società

### Evoluzione demografica
Abitanti censiti

## Cultura
Musei
Museo dell'arte contadina e dei castelli abbandonati

### Cucina
Tra i prodotti tipici ricordiamo:
- la Viscica (ventricina) palmolese, insaccato prodotto con carne di suino, peperoncino e vari aromi lasciato stagionare almeno 100 giorni;
- lo spezzatino d'agnello.;
- sagne a pezzate: impasto fatto con farina e uova, lavorate a mano, stese con il matterello, tagliate grossolanamente a rombi, condite con pomodoro fresco o sugo alla ventricina e asparagi.

### Eventi
- 14 febbraio: Festa in onore del patrono San Valentino.
- Festeggiamenti in onore della Santissima Madonna del Carmine:
  - 16 luglio: Processione con la statua della Vergine portata a braccio dal Santuario fino alla parrocchia del paese, la chiesa di Santa Maria delle Grazie, dove rimane fino al 27 luglio.
  - 26 luglio: Festa in onore dei santi Gioacchino e Anna.
  - 27 luglio: Il mattino, alle ore 9:30, parte la tradizionale sfilata delle "Pacchianelle", donne e uomini vestiti in abiti tradizionali che portano donativi alla Madonna. Questi donativi vengono poi messi all'asta nel pomeriggio a piazza Marconi.

## Amministrazione
| Periodo        | Periodo        | Primo cittadino            | Partito                         | Carica  | Note          |
| -------------- | -------------- | -------------------------- | ------------------------------- | ------- | ------------- |
| 23 aprile 1995 | 13 giugno 2004 | Giuseppe Rosario Masciulli | Lista Civica di Centro-sinistra | Sindaco | [ 12 ] [ 13 ] |
| 14 giugno 2004 | 25 maggio 2014 | Roberta Zita Marulli       | Lista Civica Rinnovamento       | Sindaco | [ 14 ] [ 15 ] |
| 26 maggio 2014 | in carica      | Giuseppe Rosario Masciulli | Lista Civica Rinnovamento       | Sindaco | [ 1 ]         |